# Belfast East (circonscription de l'Assemblée d'Irlande du Nord)
Pour les articles homonymes, voir Belfast East.
Belfast East (irlandais : Béal Feirste Thoir, Ulster Scots: Bilfawst East) est une circonscription de l'Assemblée d'Irlande du Nord.
Le siège a d’abord été utilisé pour l’élection de Assemblée en 1973. Il partage généralement des frontières avec la circonscription britannique de Belfast East, cependant, les limites des deux circonscriptions étaient légèrement différentes de 1983 à 1986 et de 2010 à 2011, car les limites de l’Assemblée n’avaient pas rattrapé les changements de limites parlementaires de 1996 à 1997, lorsque les membres du Forum d’Irlande du Nord avait été élu dans les nouvelles circonscriptions parlementaires, mais le 51e Parlement du Royaume-Uni, élu en 1992 en vertu des limites des circonscriptions parlementaires de 1983-1995, était toujours en session.
Les membres ont ensuite été élus dans la circonscription à la Convention constitutionnelle de 1975, à l’Assemblée de 1982, au Forum de 1996, puis à l’Assemblée actuelle à partir de 1998.
Pour plus de détails sur l'histoire et les limites de la circonscription, voir Belfast East (circonscription du Parlement britannique).

## Membres
| Élection                  | MLA (parti)                       | MLA (parti)                    | MLA (parti)                      | MLA (parti)             | MLA (parti)          | MLA (parti)                | MLA (parti)           | MLA (parti)              | MLA (parti)       | MLA (parti)          | MLA (parti) | MLA (parti)          |
| ------------------------- | --------------------------------- | ------------------------------ | -------------------------------- | ----------------------- | -------------------- | -------------------------- | --------------------- | ------------------------ | ----------------- | -------------------- | ----------- | -------------------- |
| 1973                      |                                   | Oliver Napier (Alliance Party) |                                  | David Bleakley (Labour) |                      | Joshua Cardwell (UUP/UPNI) |                       | Norman Agnew (UUP)       |                   | Roy Bradford (UUP)   |             | Eileen Paisley (DUP) |
| 1975                      |                                   | Oliver Napier (Alliance Party) |                                  | David Bleakley (Labour) | Reg Empey (Vanguard) | Joshua Cardwell (UUP/UPNI) |                       | William Craig (Vanguard) |                   |                      |             | Eileen Paisley (DUP) |
| 1982                      |                                   | Oliver Napier (Alliance Party) | Addie Morrow (Alliance Party)    |                         | Dorothy Dunlop (UUP) |                            | Jeremy Burchill (UUP) |                          | Denny Vitty (DUP) | Peter Robinson (DUP) |             |                      |
| 1996                      | John Alderdice (Alliance Party)   | 5 seats 1996–1998              | 5 seats 1996–1998                | Reg Empey (UUP)         | Jim Rodgers (UUP)    | Sammy Wilson (DUP)         |                       |                          |                   | Peter Robinson (DUP) |             |                      |
| 1998                      | John Alderdice (Alliance Party)   |                                | David Ervine (PUP)               | Reg Empey (UUP)         | Ian Adamson (UUP)    | Sammy Wilson (DUP)         |                       |                          |                   | Peter Robinson (DUP) |             |                      |
| 2003                      | Naomi Long (Alliance Party)       | Michael Copeland (UUP)         | David Ervine (PUP)               | Reg Empey (UUP)         | Robin Newton (DUP)   |                            |                       |                          |                   | Peter Robinson (DUP) |             |                      |
| Janvier 2007 Cooptation   | Naomi Long (Alliance Party)       | Michael Copeland (UUP)         | Dawn Purvis (PUP)                | Reg Empey (UUP)         | Robin Newton (DUP)   |                            |                       |                          |                   | Peter Robinson (DUP) |             |                      |
| 2007                      | Naomi Long (Alliance Party)       |                                | Dawn Purvis (PUP)                | Reg Empey (UUP)         | Robin Newton (DUP)   | Wallace Browne (DUP)       |                       |                          |                   | Peter Robinson (DUP) |             |                      |
| Juillet 2010 Cooptation   | Chris Lyttle (Alliance Party)     |                                | Dawn Purvis (PUP)                | Reg Empey (UUP)         | Robin Newton (DUP)   | Wallace Browne (DUP)       |                       |                          |                   | Peter Robinson (DUP) |             |                      |
| 2011                      | Chris Lyttle (Alliance Party)     |                                | Judith Cochrane (Alliance Party) | Michael Copeland (UUP)  | Robin Newton (DUP)   | Sammy Douglas (DUP)        |                       |                          |                   | Peter Robinson (DUP) |             |                      |
| Septembre 2015 Cooptation | Chris Lyttle (Alliance Party)     | Andy Allen (UUP)               | Judith Cochrane (Alliance Party) |                         | Robin Newton (DUP)   | Sammy Douglas (DUP)        |                       |                          |                   | Peter Robinson (DUP) |             |                      |
| 2016                      | Chris Lyttle (Alliance Party)     | Andy Allen (UUP)               | Naomi Long (Alliance Party)      | Joanne Bunting (DUP)    | Robin Newton (DUP)   | Sammy Douglas (DUP)        |                       |                          |                   |                      |             |                      |
| 2017                      | Chris Lyttle (Alliance Party)     | Andy Allen (UUP)               | Naomi Long (Alliance Party)      | Joanne Bunting (DUP)    | Robin Newton (DUP)   | 5 seats 2017–present       | 5 seats 2017–present  |                          |                   |                      |             |                      |
| Juillet 2019 Cooptation   | Chris Lyttle (Alliance Party)     | Andy Allen (UUP)               | Máire Hendron (Alliance Party)   | Joanne Bunting (DUP)    | Robin Newton (DUP)   | 5 seats 2017–present       | 5 seats 2017–present  |                          |                   |                      |             |                      |
| Janvier 2020 Cooptation   | Chris Lyttle (Alliance Party)     | Andy Allen (UUP)               | Naomi Long (Alliance Party)      | Joanne Bunting (DUP)    | Robin Newton (DUP)   | 5 seats 2017–present       | 5 seats 2017–present  |                          |                   |                      |             |                      |
| 2022                      | Peter McReynolds (Alliance Party) | Andy Allen (UUP)               | Naomi Long (Alliance Party)      | Joanne Bunting (DUP)    | David Brooks (DUP)   | 5 seats 2017–present       | 5 seats 2017–present  |                          |                   |                      |             |                      |

Note: Les colonnes de ce tableau sont utilisées uniquement à des fins de présentation et aucune importance ne doit être attachée à l'ordre des colonnes. Pour plus de détails sur l'ordre dans lequel les sièges ont été remportés à chaque élection, voir les résultats détaillés de cette élection..

## Élections

### Assemblée d'Irlande du Nord

#### 2022
| Parti | Parti                            | Candidat          | %      | Comptage | Comptage | Comptage | Comptage | Comptage | Comptage | Comptage | Comptage | Comptage | Comptage | Comptage |
| Parti | Parti                            | Candidat          | %      | 1        | 2        | 3        | 4        | 5        | 6        | 7        | 8        | 9        | 10       | 11       |
| --- | -------------------------------- | ----------------- | ------ | -------- | -------- | -------- | -------- | -------- | -------- | -------- | -------- | -------- | -------- | -------- |
| | Alliance                         | Naomi Long        | 18.95% | 8,195    |          |          |          |          |          |          |          |          |          |          |
| | DUP                              | Joanne Bunting    | 16.77% | 7,253    |          |          |          |          |          |          |          |          |          |          |
| | Alliance                         | Peter McReynolds  | 13.46% | 5,820    | 6,611    | 6,624    | 6,624    | 6,812    | 6,956    | 6,974    | 7,072    | 7,414    |          |          |
| | DUP                              | David Brooks      | 15.34% | 6,633    | 6,646    | 6,646    | 6,646    | 6,656    | 6,666    | 6,995    | 7,078    | 7,091    | 7,092    | 8,961    |
| | Ulster Unionist                  | Andy Allen        | 12.21% | 5,281    | 5,315    | 5,318    | 5,318    | 5,346    | 5,374    | 5,638    | 6,691    | 6,707    | 6,718    | 7,629    |
| | Green (NI)                       | Brian Smyth       | 5.32%  | 2,302    | 2,360    | 2,375    | 2,375    | 2,488    | 2,761    | 2,787    | 2,839    | 3,393    | 3,578    | 3,640    |
| | TUV                              | John Ross         | 7.14%  | 3,087    | 3,091    | 3,092    | 3,092    | 3,095    | 3,108    | 3,354    | 3,416    | 3,425    | 3,426    |          |
| | Sinn Féin                        | Mairéad O'Donnell | 3.17%  | 1,369    | 1,385    | 1,390    | 1,390    | 1,463    | 1,501    | 1,504    | 1,509    |          |          |          |
| | Ulster Unionist                  | Lauren Kerr       | 2.96%  | 1,282    | 1,298    | 1,299    | 1,299    | 1,325    | 1,340    | 1,406    |          |          |          |          |
| | PUP                              | Karl Bennett      | 2.24%  | 970      | 973      | 974      | 974      | 976      | 992      |          |          |          |          |          |
| | People Before Profit             | Hannah Kenny      | 1.16%  | 500      | 510      | 534      | 534      | 577      |          |          |          |          |          |          |
| | SDLP                             | Charlotte Carson  | 1.12%  | 484      | 507      | 517      | 517      |          |          |          |          |          |          |          |
| | Parti des travailleurs d'Irlande | Eoin MacNeill     | 0.17%  | 72       | 76       |          |          |          |          |          |          |          |          |          |
| Électorat : 70,123 Valide : 43,248 (61.67%) Non valide : 592 Quota : 7,209 Participation : 43,840 (62.52%) |                                  |                   |        |          |          |          |          |          |          |          |          |          |          |          |

#### 2017
| Parti | Parti                              | Candidat          | %      | Comptage | Comptage | Comptage | Comptage | Comptage | Comptage | Comptage | Comptage | Comptage | Comptage | Comptage |
| Parti | Parti                              | Candidat          | %      | 1        | 2        | 3        | 4        | 5        | 6        | 7        | 8        | 9        | 10       | 11       |
| --- | ---------------------------------- | ----------------- | ------ | -------- | -------- | -------- | -------- | -------- | -------- | -------- | -------- | -------- | -------- | -------- |
| | Alliance                           | Naomi Long        | 18.64% | 7,610    |          |          |          |          |          |          |          |          |          |          |
| | Alliance                           | Chris Lyttle      | 12.54% | 5,059    | 5,760.03 | 5,780.25 | 5,885.86 | 6,032.81 | 6,072.14 | 6,367.87 | 7,268.87 |          |          |          |
| | Ulster Unionist                    | Andy Allen        | 13.07% | 5,275    | 5,313.17 | 5,323.39 | 5,356.6  | 5,498.59 | 5,767.92 | 5,783.14 | 6,048.62 | 7,257.62 |          |          |
| | DUP                                | Joanne Bunting    | 14.88% | 6,007    | 6,016.02 | 6,021.02 | 6,026.13 | 6,057.35 | 6,217.46 | 6,228.46 | 6,275.01 | 6,759.01 |          |          |
| | DUP                                | Robin Newton      | 11.72% | 4,729    | 4,734.5  | 4,736.5  | 4,739.5  | 4,774.5  | 4,862.61 | 4,865.61 | 4,890.72 | 5,268.26 | 5,333.26 | 5,541.65 |
| | DUP                                | David Douglas     | 10.98% | 4,431    | 4,435.18 | 4,436.18 | 4,440.18 | 4,455.4  | 4,568.4  | 4,572.4  | 4,599.73 | 4,995.25 | 5,093.25 | 5,410.84 |
| | PUP                                | John Kyle         | 6.59%  | 2,658    | 2,673.29 | 2,678.51 | 2,685.73 | 2,751.95 | 2,936.28 | 2,950.28 | 3,148.79 |          |          |          |
| | Green (NI)                         | Georgina Milne    | 3.59%  | 1,447    | 1,474.06 | 1,500.28 | 1,539.49 | 1,763.36 | 1,801.58 | 2,080.65 |          |          |          |          |
| | Sinn Féin                          | Mairéad O'Donnell | 2.91%  | 1,173    | 1,183.34 | 1,185.45 | 1,216.66 | 1,232.88 | 1,235.1  |          |          |          |          |          |
| | TUV                                | Andrew Girvin     | 2.27%  | 917      | 918.65   | 920.65   | 924.76   | 958.87   |          |          |          |          |          |          |
| | Cross-Community Labour Alternative | Courtney Robinson | 1.10%  | 442      | 449.48   | 456.48   | 467.81   |          |          |          |          |          |          |          |
| | NI Conservatives                   | Sheila Bodel      | 0.68%  | 275      | 276.32   | 278.43   | 280.43   |          |          |          |          |          |          |          |
| | SDLP                               | Séamas de Faoite  | 0.62%  | 250      | 260.45   | 260.56   |          |          |          |          |          |          |          |          |
| | Indépendant                        | Jordy McKeag      | 0.21%  | 84       | 85.43    |          |          |          |          |          |          |          |          |          |
| Électorat : 64,788 Valide : 40,357 (62.29%) Non valide : 471 Quota : 6,727 Participation : 40,828 (63.02%) |                                    |                   |        |          |          |          |          |          |          |          |          |          |          |          |

#### 2016
| Parti | Parti                              | Candidat           | %      | Comptage | Comptage | Comptage | Comptage | Comptage | Comptage | Comptage | Comptage | Comptage | Comptage | Comptage | Comptage | Comptage |
| Parti | Parti                              | Candidat           | %      | 1        | 2        | 3        | 4        | 5        | 6        | 7        | 8        | 9        | 10       | 11       | 12       | 13       |
| --- | ---------------------------------- | ------------------ | ------ | -------- | -------- | -------- | -------- | -------- | -------- | -------- | -------- | -------- | -------- | -------- | -------- | -------- |
| | DUP                                | Joanne Bunting     | 14.90% | 5,538    |          |          |          |          |          |          |          |          |          |          |          |          |
| | Alliance                           | Naomi Long         | 14.75% | 5,482    |          |          |          |          |          |          |          |          |          |          |          |          |
| | DUP                                | Sammy Douglas      | 11.38% | 4,230    | 4,401.52 | 4,409    | 4,411.19 | 4,436.26 | 4,456.29 | 4,572.61 | 4,574.61 | 4,756.52 | 4,978.16 | 5,045.16 | 5,461.16 |          |
| | Ulster Unionist                    | Andy Allen         | 8.20%  | 3,047    | 3,057.28 | 3,065.28 | 3,069.57 | 3,176.72 | 3,201.81 | 3,283.15 | 3,286.15 | 3,520.59 | 3,777.94 | 4,756.53 | 5,332.53 |          |
| | Alliance                           | Chris Lyttle       | 7.55%  | 2,805    | 2,805.92 | 2,858.92 | 2,975.71 | 3,033.23 | 3,109.04 | 3,127.19 | 3,231.58 | 3,252.64 | 3,279.82 | 3,318.36 | 3,500.9  | 5,685.9  |
| | DUP                                | Robin Newton       | 10.42% | 3,875    | 3,896.88 | 3,900.04 | 3,902.5  | 3,938.62 | 3,946.62 | 3,995.82 | 3,998.85 | 4,105.28 | 4,182.55 | 4,267.83 | 4,745.5  | 4,812.54 |
| | Green (NI)                         | Ross Brown         | 5.87%  | 2,183    | 2,184.4  | 2,222.4  | 2,233.29 | 2,283.49 | 2,497.23 | 2,559.32 | 2,893.95 | 2,935.15 | 3,018.46 | 3,050.84 | 3,293.25 | 3,487.69 |
| | Alliance                           | Tim Morrow         | 6.38%  | 2,372    | 2,372.36 | 2,390.36 | 2,404.97 | 2,431.07 | 2,469.25 | 2,478.41 | 2,526.56 | 2,533.56 | 2,538.56 | 2,568.07 | 2,636.62 |          |
| | PUP                                | John Kyle          | 4.77%  | 1,772    | 1,776    | 1,786.04 | 1,788.65 | 1,788.71 | 1,816.77 | 1,928.95 | 1,938.95 | 2,082.3  | 2,485.62 | 2,533.87 |          |          |
| | Ulster Unionist                    | Chris McGimpsey    | 2.95%  | 1,095    | 1,098.24 | 1,102.24 | 1,104.67 | 1,165.73 | 1,178.77 | 1,211.87 | 1,214.87 | 1,305.13 | 1,346.15 |          |          |          |
| | Indépendant                        | Maggie Hutton      | 2.96%  | 1,099    | 1,100.48 | 1,107.48 | 1,108.26 | 1,113.26 | 1,144.39 | 1,190.57 | 1,192.6  | 1,277.76 |          |          |          |          |
| | TUV                                | Andrew Girvin      | 2.39%  | 887      | 889.72   | 891.72   | 891.99   | 907.03   | 911.03   | 1,037.14 | 1,037.14 |          |          |          |          |          |
| | Sinn Féin                          | Niall Ó Donnghaile | 2.54%  | 946      | 946      | 963      | 964.71   | 966.71   | 985.77   | 988.77   |          |          |          |          |          |          |
| | UKIP                               | Jonny Lavery       | 1.70%  | 631      | 632.52   | 634.52   | 635.15   | 694.15   | 717.19   |          |          |          |          |          |          |          |
| | Cross-Community Labour Alternative | Courtney Robinson  | 1.39%  | 517      | 517.2    | 546.2    | 548.57   | 556.57   |          |          |          |          |          |          |          |          |
| | NI Conservatives                   | Neil Wilson        | 1.28%  | 477      | 477.36   | 482.36   | 483.5    |          |          |          |          |          |          |          |          |          |
| | SDLP                               | Amy Doherty        | 0.38%  | 141      | 141.76   |          |          |          |          |          |          |          |          |          |          |          |
| | NI Labour                          | Erskine Holmes     | 0.21%  | 78       | 78       |          |          |          |          |          |          |          |          |          |          |          |
| Électorat : 65,740 Valide : 37,175 (56.55%) Non valide : 448 Quota : 5,311 Participation : 37,623 (57.23%) |                                    |                    |        |          |          |          |          |          |          |          |          |          |          |          |          |          |

#### 2011
| Parti | Parti                            | Candidat           | %      | Comptage | Comptage | Comptage | Comptage | Comptage | Comptage | Comptage | Comptage | Comptage | Comptage | Comptage |
| Parti | Parti                            | Candidat           | %      | 1        | 2        | 3        | 4        | 5        | 6        | 7        | 8        | 9        | 10       | 11       |
| --- | -------------------------------- | ------------------ | ------ | -------- | -------- | -------- | -------- | -------- | -------- | -------- | -------- | -------- | -------- | -------- |
| | DUP                              | Peter Robinson     | 28.26% | 9,141    |          |          |          |          |          |          |          |          |          |          |
| | DUP                              | Robin Newton       | 7.53%  | 2,436    | 4,800.5  |          |          |          |          |          |          |          |          |          |
| | Alliance                         | Judith Cochrane    | 13.38% | 4,329    | 4,432    | 4,433.71 | 4,448.71 | 4,497.71 | 4,571.71 | 4,754.71 |          |          |          |          |
| | Alliance                         | Chris Lyttle       | 12.93% | 4,183    | 4,307    | 4,308.5  | 4,320    | 4,330.5  | 4,419.5  | 4,530    | 4,571.5  | 4,695.5  |          |          |
| | DUP                              | Sammy Douglas      | 8.25%  | 2,668    | 3,683    | 3,808.94 | 3,819.53 | 3,831.03 | 3,892.24 | 3,941.13 | 4,052.69 | 4,077.69 | 4,455.11 | 4,783.11 |
| | Ulster Unionist                  | Michael Copeland   | 6.78%  | 2,194    | 2,355    | 2,357.43 | 2,357.43 | 2,382.93 | 2,436.93 | 2,475.96 | 2,617.99 | 2,624.99 | 3,224.91 | 3,723.34 |
| | Indépendant                      | Dawn Purvis        | 5.26%  | 1,702    | 1,908.5  | 1,910.66 | 1,926.16 | 1,955.16 | 2,009.66 | 2,093.69 | 2,179.22 | 2,229.22 | 2,320.43 | 2,789.29 |
| | PUP                              | Brian Ervine       | 4.62%  | 1,493    | 1,666.5  | 1,669.62 | 1,671.12 | 1,680.62 | 1,761.12 | 1,786.62 | 1,872.65 | 1,884.15 | 1,963.3  |          |
| | Ulster Unionist                  | Philip Robinson    | 2.92%  | 943      | 1,130    | 1,131.41 | 1,139.44 | 1,142.47 | 1,160.5  | 1,188.5  | 1,294.03 | 1,296.03 |          |          |
| | Sinn Féin                        | Niall Ó Donnghaile | 3.18%  | 1,030    | 1,037    | 1,037.03 | 1,061.03 | 1,070.03 | 1,127.03 | 1,148.03 | 1,148.53 |          |          |          |
| | TUV                              | Harry Toan         | 2.20%  | 712      | 744      | 744.36   | 745.89   | 753.39   | 801.39   | 824.39   |          |          |          |          |
| | Green (NI)                       | Martin Gregg       | 1.77%  | 572      | 613.5    | 614.28   | 624.31   | 649.31   | 691.31   |          |          |          |          |          |
| | BNP                              | Ann Cooper         | 1.04%  | 337      | 354.5    | 354.86   | 357.86   | 364.86   |          |          |          |          |          |          |
| | SDLP                             | Magdalena Wolska   | 0.77%  | 250      | 253      | 253.06   | 270.06   | 275.06   |          |          |          |          |          |          |
| | Socialist Party                  | Thomas Black       | 0.62%  | 201      | 205      | 205.03   | 217.03   |          |          |          |          |          |          |          |
| | Parti des travailleurs d'Irlande | Kevin McNally      | 0.32%  | 102      | 106.5    | 106.5    |          |          |          |          |          |          |          |          |
| | Indépendant                      | Stephen Stewart    | 0.14%  | 46       | 53.5     | 53.77    |          |          |          |          |          |          |          |          |
| Électorat : 61,263 Valide : 32,347 (52.80%) Non valide : 481 Quota : 4,622 Participation : 32,828 (53.59%) |                                  |                    |        |          |          |          |          |          |          |          |          |          |          |          |

#### 2007
| Parti | Parti                            | Candidat           | %      | Comptage | Comptage | Comptage | Comptage | Comptage | Comptage | Comptage | Comptage | Comptage | Comptage |
| Parti | Parti                            | Candidat           | %      | 1        | 2        | 3        | 4        | 5        | 6        | 7        | 8        | 9        | 10       |
| --- | -------------------------------- | ------------------ | ------ | -------- | -------- | -------- | -------- | -------- | -------- | -------- | -------- | -------- | -------- |
| | DUP                              | Peter Robinson     | 19.02% | 5,635    |          |          |          |          |          |          |          |          |          |
| | Alliance                         | Naomi Long         | 18.84% | 5,583    |          |          |          |          |          |          |          |          |          |
| | Ulster Unionist                  | Reg Empey          | 13.97% | 4,139    | 4,231.4  | 4,620.4  |          |          |          |          |          |          |          |
| | PUP                              | Dawn Purvis        | 10.28% | 3,045    | 3,113.88 | 3,307.63 | 3,336.13 | 3,403.11 | 3,455.86 | 3,611.83 | 3,654.32 | 3,842.92 | 4,208.17 |
| | DUP                              | Wallace Browne     | 10.75% | 3,185    | 3,416.6  | 3,453.1  | 3,462.35 | 3,488.06 | 3,541.78 | 3,607.97 | 3,608.71 | 3,709.1  | 3,734.32 |
| | DUP                              | Robin Newton       | 7.88%  | 2,335    | 3,201.88 | 3,241.38 | 3,250.38 | 3,270.35 | 3,316.3  | 3,355.75 | 3,359.75 | 3,497.13 | 3,516.62 |
| | Ulster Unionist                  | Michael Copeland   | 5.25%  | 1,557    | 1,567.08 | 1,654.58 | 1,817.33 | 1,834.83 | 1,951.08 | 2,068.32 | 2,073.82 | 2,743.06 | 2,999.31 |
| | SDLP                             | Mary Muldoon       | 2.75%  | 816      | 816.96   | 1,020.71 | 1,036.96 | 1,097.7  | 1,115.2  | 1,306.95 | 1,902.95 | 1,933.94 |          |
| | Ulster Unionist                  | Jim Rodgers        | 2.77%  | 820      | 884.08   | 971.08   | 1,078.08 | 1,104.55 | 1,191.03 | 1,280.77 | 1,284.27 |          |          |
| | Sinn Féin                        | Niall Ó Donnghaile | 3.56%  | 1,055    | 1,056.44 | 1,071.94 | 1,072.44 | 1,087.69 | 1,087.69 | 1,123.94 |          |          |          |
| | Green (NI)                       | Steven Agnew       | 2.20%  | 653      | 658.04   | 852.04   | 870.29   | 983.78   | 1,064.28 |          |          |          |          |
| | NI Conservatives                 | Glyn Chambers      | 1.44%  | 427      | 429.88   | 483.13   | 494.38   | 516.13   |          |          |          |          |          |
| | Socialist Party                  | Thomas Black       | 0.75%  | 225      | 227.88   | 246.63   | 248.13   |          |          |          |          |          |          |
| | Parti des travailleurs d'Irlande | Joseph Bell        | 0.36%  | 107      | 107.96   | 118.46   | 118.96   |          |          |          |          |          |          |
| | Make Politicians History         | Rainbow George     | 0.16%  | 47       | 47.24    | 51.74    | 52.99    |          |          |          |          |          |          |
| Électorat : 49,757 Valide : 29,629 (59.55%) Non valide : 244 Quota : 4,233 Participation : 29,873 (60.04%) |                                  |                    |        |          |          |          |          |          |          |          |          |          |          |

#### 2003
| Parti | Parti                            | Candidat             | %      | Comptage | Comptage | Comptage | Comptage | Comptage | Comptage |
| Parti | Parti                            | Candidat             | %      | 1        | 2        | 3        | 4        | 5        | 6        |
| --- | -------------------------------- | -------------------- | ------ | -------- | -------- | -------- | -------- | -------- | -------- |
| | DUP                              | Peter Robinson       | 29.89% | 9,254    |          |          |          |          |          |
| | Ulster Unionist                  | Reg Empey            | 20.86% | 6,459    |          |          |          |          |          |
| | DUP                              | Robin Newton         | 4.76%  | 1,475    | 4,418.2  | 4,444.24 |          |          |          |
| | PUP                              | David Ervine         | 9.66%  | 2,990    | 3,211.52 | 3,377.37 | 3,509.48 | 3,660.79 | 4,263.39 |
| | Alliance                         | Naomi Long           | 8.96%  | 2,774    | 2,794.28 | 2,877.36 | 3,010.67 | 4,012.01 | 4,056.54 |
| | Ulster Unionist                  | Michael Copeland     | 7.40%  | 2,291    | 2,354.96 | 3,132.75 | 3,220.51 | 3,297.92 | 3,650.49 |
| | Ulster Unionist                  | Jim Rodgers          | 4.85%  | 1,502    | 1,790.6  | 2,681.85 | 2,782.65 | 2,839.37 | 3,296.48 |
| | DUP                              | Harry Toan           | 4.53%  | 1,403    | 2,633.32 | 2,643.24 | 2,716.66 | 2,727.78 |          |
| | Sinn Féin                        | Joseph O'Donnell     | 3.81%  | 1,180    | 1,184.16 | 1,185.71 | 1,205.71 |          |          |
| | SDLP                             | Leo Van Es           | 3.12%  | 967      | 969.6    | 986.03   | 1,035.65 |          |          |
| | NI Conservatives                 | Terence Dick         | 0.75%  | 232      | 234.08   | 250.51   |          |          |          |
| | Socialist Party                  | Thomas Black         | 0.57%  | 176      | 181.2    | 183.68   |          |          |          |
| | Parti des travailleurs d'Irlande | Joseph Bell          | 0.40%  | 125      | 128.12   | 129.05   |          |          |          |
| | Indépendant                      | John McBlain         | 0.23%  | 72       | 78.76    | 81.24    |          |          |          |
| | Rainbow Dream Ticket             | Rainbow George Weiss | 0.21%  | 65       | 66.56    | 67.18    |          |          |          |
| Électorat : 51,937 Valide : 30,965 (59.62%) Non valide : 559 Quota : 4,424 Participation : 31,524 (60.70%) |                                  |                      |        |          |          |          |          |          |          |

#### 1998
| Parti | Parti                            | Candidat         | %      | Comptage | Comptage | Comptage | Comptage | Comptage | Comptage | Comptage | Comptage | Comptage | Comptage | Comptage | Comptage | Comptage | Comptage | Comptage |
| Parti | Parti                            | Candidat         | %      | 1        | 2        | 3        | 4        | 5        | 6        | 7        | 8        | 9        | 10       | 11       | 12       | 13       | 14       | 15       |
| --- | -------------------------------- | ---------------- | ------ | -------- | -------- | -------- | -------- | -------- | -------- | -------- | -------- | -------- | -------- | -------- | -------- | -------- | -------- | -------- |
| | DUP                              | Peter Robinson   | 28.34% | 11,219   |          |          |          |          |          |          |          |          |          |          |          |          |          |          |
| | Alliance                         | John Alderdice   | 15.52% | 6,144    |          |          |          |          |          |          |          |          |          |          |          |          |          |          |
| | PUP                              | David Ervine     | 12.92% | 5,114    | 5,299    | 5,338.13 | 5,356.76 | 5,378.03 | 5,599.45 | 5,693.45 |          |          |          |          |          |          |          |          |
| | Ulster Unionist                  | Reg Empey        | 13.03% | 5,158    | 5,288    | 5,324.54 | 5,327.82 | 5,369.38 | 5,371.88 | 5,421.9  | 5,497.4  | 5,590.95 | 5,592.65 | 5,625.79 | 6,108.79 |          |          |          |
| | DUP                              | Sammy Wilson     | 1.60%  | 633      | 4,486    | 4,487.68 | 4,487.68 | 4,506.68 | 4,519.75 | 4,530.03 | 4,617.17 | 4,637.74 | 4,640.74 | 5,532.24 | 5,711.24 |          |          |          |
| | Ulster Unionist                  | Ian Adamson      | 8.71%  | 3,447    | 3,510    | 3,530.3  | 3,534.3  | 3,581.87 | 3,585.94 | 3,631.78 | 3,681.85 | 3,746.69 | 3,748.69 | 3,774.4  | 4,180.79 | 4,567.79 | 4,635.84 | 5,414.76 |
| | Alliance                         | Richard Good     | 2.53%  | 1,000    | 1,009.5  | 1,290.48 | 1,309.18 | 1,324.74 | 1,331.09 | 1,416.68 | 1,439.88 | 1,756.68 | 1,814.1  | 1,824.31 | 1,865.12 | 1,888.12 | 2,864.33 | 2,974.96 |
| | UK Unionist Party                | Denny Vitty      | 3.44%  | 1,362    | 1,674    | 1,675.05 | 1,675.05 | 1,704.05 | 1,708.55 | 1,722.9  | 1,755.9  | 1,772.97 | 1,772.97 | 1,880.47 | 2,000.32 | 2,023.32 | 2,026.46 |          |
| | SDLP                             | Peter Jones      | 2.59%  | 1,025    | 1,026.5  | 1,034.9  | 1,055.04 | 1,055.18 | 1,057.18 | 1,066.53 | 1,069.1  | 1,225.2  | 1,588.76 | 1,589.76 | 1,593.26 | 1,594.26 |          |          |
| | Ulster Unionist                  | Jim Rodgers      | 2.56%  | 1,015    | 1,189.5  | 1,194.54 | 1,195.54 | 1,212.18 | 1,221.18 | 1,238.46 | 1,285.38 | 1,313.45 | 1,315.52 | 1,349.16 |          |          |          |          |
| | DUP                              | John Norris      | 0.94%  | 373      | 1,096.5  | 1,097.13 | 1,098.13 | 1,103.13 | 1,106.63 | 1,110.77 | 1,161.34 | 1,171.41 | 1,172.41 |          |          |          |          |          |
| | Sinn Féin                        | Joseph O'Donnell | 2.32%  | 917      | 917      | 918.19   | 929.4    | 929.47   | 929.47   | 936.54   | 937.54   | 951.68   |          |          |          |          |          |          |
| | NI Women's Coalition             | Pearl Sagar      | 1.80%  | 711      | 723      | 734.83   | 744.97   | 752.11   | 763.18   | 800.37   | 822.01   |          |          |          |          |          |          |          |
| | Ulster Democratic Party          | Robert Girvan    | 1.30%  | 516      | 565.5    | 567.04   | 568.04   | 569.61   | 578.68   | 590.39   |          |          |          |          |          |          |          |          |
| | Labour Party NI                  | David Bleakley   | 0.93%  | 369      | 377      | 389.6    | 399.72   | 408.29   | 409.29   |          |          |          |          |          |          |          |          |          |
| | PUP                              | Dawn Purvis      | 0.68%  | 271      | 286.5    | 287.41   | 289.48   | 289.55   |          |          |          |          |          |          |          |          |          |          |
| | NI Conservatives                 | Lesley Donaldson | 0.51%  | 203      | 221.5    | 224.37   | 226.87   |          |          |          |          |          |          |          |          |          |          |          |
| | Parti des travailleurs d'Irlande | Joseph Bell      | 0.20%  | 79       | 87.5     | 82.09    |          |          |          |          |          |          |          |          |          |          |          |          |
| | Natural Law                      | David Collins    | 0.06%  | 22       | 22       | 22.49    |          |          |          |          |          |          |          |          |          |          |          |          |
| | Indépendant                      | John Lawrence    | 0.04%  | 15       | 15       | 15.42    |          |          |          |          |          |          |          |          |          |          |          |          |
| Électorat : 60,562 Valide : 39,593 (65.38%) Non valide : 763 Quota : 5,657 Participation : 40,356 (66.64%) |                                  |                  |        |          |          |          |          |          |          |          |          |          |          |          |          |          |          |          |

### 1996 forum
Les candidats retenus sont indiqués en gras.
| Parti | Parti                  | Candidat(s)                                                                    | Votes  | Pourcentage |
| ----- | ---------------------- | ------------------------------------------------------------------------------ | ------ | ----------- |
|       | DUP                    | Peter Robinson Sammy Wilson Robin Newton Irene Lewis Wallace Browne            | 11,270 | 29.4        |
|       | UUP                    | Reg Empey Jim Rodgers Ian Adamson Alan Crowe                                   | 8,608  | 22.5        |
|       | Alliance               | John Alderdice Peter Osborne Danny Dow Mervyn Jones Maureen McConnell          | 7,130  | 18.6        |
|       | PUP                    | David Ervine Patricia Laverty Rosemary Reynolds John McQuillen Alec Gordon     | 3,802  | 9.9         |
|       | UK Unionist            | Alan Field Maureen Ann McCartney                                               | 2,496  | 6.5         |
|       | SDLP                   | Peter Prendiville Brian Heading                                                | 1,299  | 3.4         |
|       | Ulster Democratic      | Robert Girvan Jacqueline Upton Ronald Stitt Samuel Walkingshaw Joseph McMaster | 1,156  | 3.1         |
|       | Sinn Féin              | Michael McVeigh Brid Duffy Anna Doherty                                        | 862    | 2.2         |
|       | NI Women's Coalition   | Felicity Huston Pearl Sagar Annie Quinn Kate Campbell Karen Snoddy             | 405    | 1.1         |
|       | NI Conservatives       | Ian Donaldson Dorothy Dunlop                                                   | 291    | 0.8         |
|       | Labour coalition       | Gail Haslett Thomas Black Barbara Hawites David Bell Maeve O'Leary             | 199    | 0.5         |
|       | Democratic Partnership | David Bleakley Edwin Sloan                                                     | 197    | 0.5         |
|       | Green (NI)             | Similda Osoba April McCarthy                                                   | 161    | 0.4         |
|       | Workers' Party         | Joe Bell Marie Mooney                                                          | 149    | 0.4         |
|       | Ulster Independence    | Gavin Boyd Mark Black David McClinton                                          | 114    | 0.3         |
|       | Independent DUP        | Jean Toad David Kerr                                                           | 93     | 0.2         |
|       | Democratic Left        | Michael Craig June Campion                                                     | 45     | 0.1         |
|       | Communist Party        | Andrew Gibb Sarah Stewart                                                      | 38     | 0.1         |
|       | Natural Law            | Robert Johnstone Richard Johnson Ian Long                                      | 13     | 0.0         |
|       | Independent Chambers   | Ian Arbuthnot Alan Hay                                                         | 11     | 0.0         |

### 1982
| Parti | Parti                            | Candidat          | %      | Comptage | Comptage | Comptage | Comptage | Comptage | Comptage | Comptage | Comptage | Comptage | Comptage |
| Parti | Parti                            | Candidat          | %      | 1        | 2        | 3        | 4        | 5        | 6        | 7        | 8        | 9        | 10       |
| --- | -------------------------------- | ----------------- | ------ | -------- | -------- | -------- | -------- | -------- | -------- | -------- | -------- | -------- | -------- |
| | DUP                              | Peter Robinson    | 38.86% | 15,319   |          |          |          |          |          |          |          |          |          |
| | Ulster Unionist                  | Jeremy Burchill   | 18.63% | 7,345    |          |          |          |          |          |          |          |          |          |
| | Alliance                         | Oliver Napier     | 15.32% | 6,037    |          |          |          |          |          |          |          |          |          |
| | DUP                              | Denny Vitty       | 0.60%  | 235      | 7,583.32 |          |          |          |          |          |          |          |          |
| | Ulster Unionist                  | Dorothy Dunlop    | 4.30%  | 1,696    | 2,066.44 | 2,087.4  | 3,270.75 | 3,309.37 | 3,323.35 | 3,346.83 | 3,511.98 | 4,565.11 | 5,981.11 |
| | Alliance                         | Addie Morrow      | 7.52%  | 2,966    | 3,057.35 | 3,061.67 | 3,088.12 | 3,093.21 | 3,401.85 | 3,739.59 | 3,793.79 | 4,490.85 | 4,881.17 |
| | DUP                              | Sammy Wilson      | 1.01%  | 397      | 1,239.31 | 3,024.43 | 3,044.44 | 3,060.98 | 3,065.3  | 3,081.24 | 3,258.78 | 3,399.61 | 4,169.51 |
| | Vanguard                         | William Craig     | 5.77%  | 2,274    | 2,805.72 | 2,825.56 | 2,964.48 | 2,988.59 | 2,999.87 | 3,025.07 | 3,189.56 | 3,360.66 |          |
| | Ulster Unionist                  | William Johnstone | 2.47%  | 973      | 1,126.09 | 1,135.85 | 1,377.35 | 1,394.14 | 1,397.56 | 1,407.69 | 1,520.35 |          |          |
| | SDLP                             | Peter Prendiville | 2.20%  | 868      | 873.04   | 874.8    | 875.49   | 875.49   | 881.25   | 1,089.72 |          |          |          |
| | UUUP                             | Reg Empey         | 1.28%  | 503      | 648.53   | 655.09   | 691.43   | 769.25   | 772.07   | 777.45   |          |          |          |
| | Parti des travailleurs d'Irlande | Francis Cullen    | 1.73%  | 681      | 696.12   | 696.76   | 704.12   | 706.75   | 711.85   |          |          |          |          |
| | UUUP                             | Ben Horan         | 0.31%  | 123      | 184.74   | 187.3    | 198.8    |          |          |          |          |          |          |
| Électorat : 74,273 Valide : 39,417 (53.07%) Non valide : 1,275 Quota : 5,632 Participation : 40,692 (54.79%) |                                  |                   |        |          |          |          |          |          |          |          |          |          |          |

- Craig était Vanguard, bien que le parti lui-même ait été dissous quatre ans auparavant.

### Convention constitutionnelle de 1975
| Parti | Parti                | Candidat         | %      | Comptage | Comptage | Comptage | Comptage | Comptage | Comptage | Comptage | Comptage | Comptage | Comptage | Comptage |
| Parti | Parti                | Candidat         | %      | 1        | 2        | 3        | 4        | 5        | 6        | 7        | 8        | 9        | 10       | 11       |
| --- | -------------------- | ---------------- | ------ | -------- | -------- | -------- | -------- | -------- | -------- | -------- | -------- | -------- | -------- | -------- |
| | Vanguard             | William Craig    | 23.84% | 11,958   |          |          |          |          |          |          |          |          |          |          |
| | Alliance             | Oliver Napier    | 12.64% | 6,341    | 6,393    | 6,449    | 6,469.4  | 6,537.4  | 7,450.4  |          |          |          |          |          |
| | Vanguard             | Reg Empey        | 9.28%  | 4,657    | 6,825.4  | 6,844    | 6,978.2  | 7,063.8  | 7,121.2  | 7,121.2  | 8,297.2  |          |          |          |
| | Unionist Party NI    | Joshua Cardwell  | 6.06%  | 3,039    | 3,164.6  | 3,180    | 3,220.8  | 3,366.8  | 3,586.2  | 3,605.6  | 3,718    | 3,756.22 | 6,209.52 | 7,475.52 |
| | DUP                  | Eileen Paisley   | 7.19%  | 3,606    | 4,893.6  | 4,916.6  | 5,073    | 5,179.6  | 5,214.4  | 5,214.4  | 6,157.8  | 6,653.68 | 6,729.86 | 7,354.86 |
| | NI Labour            | David Bleakley   | 7.97%  | 3,998    | 4,059.6  | 4,417    | 4,473.2  | 4,548.4  | 5,556.2  | 5,714.2  | 5,864    | 5,885.56 | 6,257.76 | 6,924.54 |
| | DUP                  | Peter Robinson   | 7.84%  | 3,933    | 4,165    | 4,173.8  | 4,209.8  | 4,253    | 4,283.2  | 4,283.6  | 4,672.6  | 5,156.72 | 5,201.88 | 5,792.52 |
| | Ulster Unionist      | Roy Bradford     | 5.15%  | 2,583    | 2,828.6  | 2,839    | 2,873.6  | 2,991.4  | 3,092    | 3,096.8  | 3,362.4  | 3,431.98 | 3,756.46 |          |
| | Unionist Party NI    | Norman Agnew     | 5.71%  | 2,863    | 2,913.4  | 2,918.2  | 2,929.6  | 3,011.8  | 3,262.4  | 3,287.6  | 3,370.8  | 3,387.46 |          |          |
| | Ulster Unionist      | David McNarry    | 5.20%  | 2,609    | 2,941.8  | 2,944.6  | 2,978.6  | 3,065.8  | 3,093.6  | 3,094    |          |          |          |          |
| | Alliance             | Kate Condy       | 2.96%  | 1,485    | 1,500.2  | 1,508    | 1,511    | 1,539    |          |          |          |          |          |          |
| | SDLP                 | Alban Maginness  | 2.54%  | 1,274    | 1,278.4  | 1,286.4  | 1,287.2  | 1,293.2  |          |          |          |          |          |          |
| | Independent Unionist | Walter McFarland | 1.55%  | 775      | 885.4    | 860.8    | 887.2    |          |          |          |          |          |          |          |
| | Independent Unionist | William Elliot   | 1.01%  | 509      | 591.8    | 606      |          |          |          |          |          |          |          |          |
| | Labour Party NI      | Sandy Scott      | 1.06%  | 530      | 543.6    |          |          |          |          |          |          |          |          |          |
| Électorat : 78,340 Valide : 50,160 (64.03%) Non valide : 973 Quota : 7,166 Participation : 51,133 (65.27%) |                      |                  |        |          |          |          |          |          |          |          |          |          |          |          |

### 1973
| Parti | Parti                | Candidat         | %      | Comptage | Comptage | Comptage | Comptage | Comptage | Comptage | Comptage | Comptage | Comptage | Comptage | Comptage | Comptage | Comptage | Comptage | Comptage | Comptage | Comptage | Comptage |
| Parti | Parti                | Candidat         | %      | 1        | 2        | 3        | 4        | 5        | 6        | 7        | 8        | 9        | 10       | 11       | 12       | 13       | 14       | 15       | 16       | 17       | 18       |
| --- | -------------------- | ---------------- | ------ | -------- | -------- | -------- | -------- | -------- | -------- | -------- | -------- | -------- | -------- | -------- | -------- | -------- | -------- | -------- | -------- | -------- | -------- |
| | Ulster Unionist      | Roy Bradford     | 23.22% | 13,187   |          |          |          |          |          |          |          |          |          |          |          |          |          |          |          |          |          |
| | Ulster Unionist      | Joshua Cardwell  | 8.81%  | 5,001    | 6,635    | 6,643.38 | 6,649.38 | 6,672.9  | 6,754.4  | 6,871.78 | 7,002.74 | 7,035.68 | 7,063.44 | 7,072.2  | 7,571.96 | 8,177.96 |          |          |          |          |          |
| | DUP                  | Eileen Paisley   | 9.72%  | 5,518    | 5,613    | 5,618.76 | 5,628.52 | 5,717.66 | 5,737.08 | 5,780.17 | 6,127.42 | 6,142.56 | 6,393.08 | 6,396.08 | 7,069.44 | 7,170.7  | 7,172.47 | 8,907.47 |          |          |          |
| | Ulster Unionist      | Norman Agnew     | 6.37%  | 3,615    | 4,562.34 | 4,565.24 | 4,568.10 | 4,571.48 | 4,635.72 | 4,763.72 | 4,832.42 | 4,860.84 | 4,878.22 | 4,922.6  | 5,096.66 | 5,733.94 | 5,758.25 | 5,842.24 | 7,197.91 | 7,229.23 | 8,027.29 |
| | Alliance             | Oliver Napier    | 8.70%  | 4,941    | 5,086.92 | 5,089.68 | 5,103.2  | 5,103.2  | 5,112.24 | 5,121.76 | 5,129.9  | 6,213.42 | 6,219.8  | 7,049.8  | 7,074.56 | 7,169.92 | 7,171.57 | 7,197.47 | 7,336.93 | 7,341.79 | 7,418.97 |
| | NI Labour            | David Bleakley   | 7.79%  | 4,425    | 4,710.76 | 4,743.76 | 4,866.52 | 4,874.52 | 4,899.7  | 4,932.88 | 4,953.78 | 5,043.34 | 5,053.1  | 5,878.1  | 5,993.14 | 6,108.02 | 6,111.1  | 6,155.14 | 6,368.65 | 6,389.17 | 6,690.47 |
| | Ulster Unionist      | Walter McFarland | 4.57%  | 2,597    | 3,000.94 | 3,002.32 | 3,005.46 | 3,015.84 | 3,120.52 | 3,432.38 | 3,499.12 | 3,526.44 | 3,541.2  | 3,548.58 | 3,662.52 | 4,085.54 | 4,102.48 | 4,271.55 | 5,435.29 | 5,469.31 | 6,436.15 |
| | Vanguard             | Jim Rodgers      | 3.43%  | 1,947    | 1,972.46 | 1,974.46 | 1,975.46 | 2,068.6  | 2,070.36 | 2,076.12 | 2,152.02 | 2,154.02 | 3,133.2  | 3,134.2  | 3,509.86 | 3,550.38 | 3,550.82 | 4,492.23 | 4,683.96 | 5,386.4  |          |
| | Ulster Unionist      | David McNarry    | 3.14%  | 1,784    | 2,145.76 | 2,145.76 | 2,148.14 | 2,155.14 | 2,306.02 | 2,504.64 | 2,544.68 | 2,558.96 | 2,580.1  | 2,583.48 | 2,642.62 | 3,182.4  | 3,199.23 | 3,237.89 |          |          |          |
| | Vanguard             | Tommy Herron     | 4.37%  | 2,480    | 2,519.9  | 2,524.9  | 2,526.9  | 2,561.28 | 2,564.8  | 2,577.94 | 2,665.88 | 2,672.26 | 2,719.26 | 2,722.26 | 3,122.34 | 3,146.76 | 3,147.2  |          |          |          |          |
| | Ulster Unionist      | Walter Scott     | 3.18%  | 1,806    | 2,326.98 | 2,328.98 | 2,329.98 | 2,341.36 | 2,395.98 | 2,512.24 | 2,539.66 | 2,556.22 | 2,568.98 | 2,568.98 | 2,614.12 |          |          |          |          |          |          |
| | Independent Unionist | William Annon    | 3.86%  | 2,192    | 2,248.62 | 2,252.62 | 2,254.62 | 2,293.76 | 2,298.14 | 2,306.52 | 2,455.56 | 2,465.62 | 2,517.46 | 2,528.46 |          |          |          |          |          |          |          |
| | SDLP                 | Owen Adams       | 3.26%  | 1,849    | 1,850.9  | 1,856.9  | 1,857.9  | 1,858.9  | 1,858.9  | 1,858.9  | 1,859.9  | 1,865.9  | 1,865.9  |          |          |          |          |          |          |          |          |
| | Vanguard             | Thomas Smith     | 2.35%  | 1,332    | 1,343.4  | 1,343.4  | 1,343.4  | 1,384.78 | 1,385.78 | 1,390.78 | 1,444.16 | 1,445.16 |          |          |          |          |          |          |          |          |          |
| | Alliance             | Kate Condy       | 2.21%  | 1,256    | 1,297.04 | 1,302.8  | 1,310.94 | 1,318.32 | 1,329.74 | 1,341.26 | 1,346.02 |          |          |          |          |          |          |          |          |          |          |
| | Independent Unionist | Michael Brooks   | 1.73%  | 983      | 1,063.56 | 1,064.56 | 1,065.56 | 1,082.56 | 1,086.94 | 1,096.7  |          |          |          |          |          |          |          |          |          |          |          |
| | Ulster Unionist      | John McKeown     | 1.46%  | 831      | 973.88   | 973.88   | 974.26   | 975.26   | 1,014.6  |          |          |          |          |          |          |          |          |          |          |          |          |
| | Ulster Unionist      | Elsie Logan      | 0.69%  | 394      | 573.36   | 575.36   | 575.36   | 579.36   |          |          |          |          |          |          |          |          |          |          |          |          |          |
| | Ulster Constitution  | Lindsay Mason    | 0.36%  | 202      | 205.04   | 205.42   | 206.42   |          |          |          |          |          |          |          |          |          |          |          |          |          |          |
| | Independent Unionist | Samuel Smyth     | 0.33%  | 189      | 192.8    | 193.8    | 194.8    |          |          |          |          |          |          |          |          |          |          |          |          |          |          |
| | NI Labour            | John Coulthard   | 0.23%  | 129      | 136.22   | 180.6    |          |          |          |          |          |          |          |          |          |          |          |          |          |          |          |
| | NI Labour            | William Gunning  | 0.19%  | 107      | 110.42   |          |          |          |          |          |          |          |          |          |          |          |          |          |          |          |          |
| | Indépendant          | Sarah Hughes     | 0.03%  | 19       | 19.38    |          |          |          |          |          |          |          |          |          |          |          |          |          |          |          |          |
| Électorat : 80,421 Valide : 56,784 (70.61%) Non valide : 917 Quota : 8,113 Participation : 57,701 (71.75%) |                      |                  |        |          |          |          |          |          |          |          |          |          |          |          |          |          |          |          |          |          |          |